# Morti nel 1945/Aprile
| Questa pagina contiene informazioni ricavate automaticamente dalle voci biografiche con l'ausilio del template Bio e di un bot. L'aggiornamento è periodico e automatico e ricostruisce completamente la pagina. Se manca una persona in questa lista, sei pregato di non aggiungerla, ma accertati piuttosto che la sua voce biografica contenga il template Bio e che i dati anagrafici siano correttamente compilati. Se il template Bio manca, inseriscilo tu stesso o, in alternativa, metti l'avviso {{tmp\|Bio}} che ne segnala la mancanza. Se i dati riportati sono sbagliati, correggi direttamente la voce biografica; le modifiche saranno visibili in questa lista entro pochi giorni. Per chiarimenti vedi il progetto biografie. La lista contiene solo le 283 persone che sono citate nell'enciclopedia e per le quali è stato implementato correttamente il template Bio. Pagina aggiornata al 26 lug 2025. |

- 1º aprile - Jakob Buchli, ingegnere svizzero (n. 1876)
- 1º aprile - Giuseppe Girotti, religioso e biblista italiano (n. 1905)
- 1º aprile - Valentina Guidetti, partigiana italiana (n. 1922)
- 1º aprile - Rudolf Lippert, cavaliere tedesco (n. 1900)
- 1º aprile - Karl von Macchio, diplomatico e nobile austriaco (n. 1859)
- 1º aprile - Gian Guido Piazza, calciatore e dirigente sportivo italiano (n. 1887)
- 2 aprile - Vilmos Apor, vescovo cattolico ungherese (n. 1892)
- 2 aprile - Rudolf Breithaupt, pianista e musicologo tedesco (n. 1873)
- 2 aprile - Luigi Cappello, partigiano e antifascista italiano (n. 1924)
- 2 aprile - Carlo Chiesa, partigiano italiano (n. 1891)
- 2 aprile - Aristide Sarti, aviatore italiano (n. 1917)
- 3 aprile - Leda Antinori, partigiana e antifascista italiana (n. 1927)
- 3 aprile - Chiaffredo Cassiani, partigiano italiano (n. 1916)
- 3 aprile - Mihály Dávid, pesista ungherese (n. 1886)
- 3 aprile - Johann Luef, calciatore austriaco (n. 1905)
- 3 aprile - Fritz Vogt, militare tedesco (n. 1918)
- 4 aprile - Mario Ciceri, presbitero italiano (n. 1900)
- 4 aprile - Cecilia Deganutti, partigiana italiana (n. 1914)
- 4 aprile - Heinrich Ehrler, aviatore tedesco (n. 1917)
- 4 aprile - Mario Foschiani, partigiano italiano (n. 1912)
- 4 aprile - Alessandro Lisini, storico, politico e numismatico italiano (n. 1851)
- 4 aprile - Yngve Stiernspetz, ginnasta svedese (n. 1887)
- 5 aprile - Heinrich Borgmann, militare tedesco (n. 1912)
- 5 aprile - Abele De Blasio, antropologo italiano (n. 1858)
- 5 aprile - Piet Dumortier, calciatore olandese (n. 1915)
- 5 aprile - Franco Ghiglia, partigiano italiano (n. 1926)
- 5 aprile - Hans Kalb, calciatore tedesco (n. 1899)
- 5 aprile - Karl Otto Koch, militare tedesco (n. 1897)
- 5 aprile - Romano Magnaldi, partigiano italiano (n. 1928)
- 5 aprile - Hans-Günther Stotten, militare tedesco (n. 1916)
- 5 aprile - Simone Weber, presbitero e storico italiano (n. 1859)
- 6 aprile - Heinrich Bulle, archeologo tedesco (n. 1867)
- 6 aprile - Leon Feldhendler, partigiano polacco (n. 1910)
- 6 aprile - Valter, partigiano jugoslavo (n. 1919)
- 6 aprile - Willi Völker, calciatore tedesco (n. 1906)
- 6 aprile - Willy Völker, calciatore tedesco (n. 1889)
- 6 aprile - Otto Völker, calciatore tedesco (n. 1893)
- 7 aprile - Kōsaku Aruga, ammiraglio giapponese (n. 1897)
- 7 aprile - Pierre Daudet, storico francese (n. 1904)
- 7 aprile - Emile Glaser, calciatore svizzero (n. 1886)
- 7 aprile - Russell Hopton, attore e regista statunitense (n. 1900)
- 7 aprile - Seiichi Itō, ammiraglio giapponese (n. 1890)
- 7 aprile - Vojtech Neményi, pallanuotista cecoslovacco (n. 1899)
- 7 aprile - Paolo Orano, scrittore, politico e giornalista italiano (n. 1875)
- 7 aprile - Leonardo Umile, partigiano italiano (n. 1919)
- 8 aprile - Ubaldo Barbieri, matematico italiano (n. 1874)
- 8 aprile - Karl Löwrick, generale tedesco (n. 1894)
- 8 aprile - Nino Ricciardi, militare e partigiano italiano (n. 1921)
- 8 aprile - Melitta Schenk Gräfin von Stauffenberg, aviatrice e ingegnere tedesca (n. 1903)
- 8 aprile - Giorgio Susani, partigiano italiano (n. 1924)
- 8 aprile - Lizzi Waldmüller, cantante e attrice austriaca (n. 1904)
- 8 aprile - Josef Weinheber, poeta austriaco (n. 1892)
- 8 aprile - Hans von Dohnanyi, giurista tedesco (n. 1902)
- 9 aprile - Dietrich Bonhoeffer, teologo, partigiano e pastore protestante tedesco (n. 1906)
- 9 aprile - Wilhelm Canaris, ammiraglio tedesco (n. 1887)
- 9 aprile - Georg Elser, artigiano e antifascista tedesco (n. 1903)
- 9 aprile - Domenico Fracassi di Torre Rossano, diplomatico, imprenditore e politico italiano (n. 1859)
- 9 aprile - Ewald von Kleist-Schmenzin, filosofo tedesco (n. 1890)
- 9 aprile - Mario Modotti, partigiano, operaio e antifascista italiano (n. 1912)
- 9 aprile - Hans Oster, generale tedesco (n. 1887)
- 10 aprile - Mario Allegretti, militare e partigiano italiano (n. 1919)
- 10 aprile - Riccardo Banderali, partigiano italiano (n. 1921)
- 10 aprile - Gian Luigi Banfi, architetto e urbanista italiano (n. 1910)
- 10 aprile - Carl Lotus Becker, storico statunitense (n. 1873)
- 10 aprile - Bruno Bocconi, militare e partigiano italiano (n. 1921)
- 10 aprile - Horst Böhme, agente segreto tedesco (n. 1909)
- 10 aprile - Frank Clark, attore statunitense (n. 1857)
- 10 aprile - Gloria Dickson, attrice statunitense (n. 1917)
- 10 aprile - Gastone Giacomini, ufficiale e partigiano italiano (n. 1913)
- 10 aprile - Ernst-Anton von Krosigk, generale tedesco (n. 1898)
- 10 aprile - Mario Morgantini, partigiano italiano (n. 1920)
- 10 aprile - Arnaldo Pegollo, militare e partigiano italiano (n. 1918)
- 10 aprile - Lucien Storme, ciclista su strada belga (n. 1916)
- 11 aprile - Antonio Ceron, partigiano italiano (n. 1923)
- 11 aprile - Peter Delaney, militare statunitense (n. 1907)
- 11 aprile - Domenico Di Marco, partigiano italiano (n. 1928)
- 11 aprile - Gustav Frenssen, scrittore tedesco (n. 1863)
- 11 aprile - Gino Fruschelli, partigiano italiano (n. 1912)
- 11 aprile - Cecil Griffiths, velocista britannico (n. 1900)
- 11 aprile - Frederick Lugard, I barone di Lugard, militare e esploratore britannico (n. 1858)
- 11 aprile - Alfred Meyer, politico tedesco (n. 1891)
- 11 aprile - Silvio Serra, partigiano italiano (n. 1923)
- 11 aprile - Jean Salomon Simon, militare francese (n. 1908)
- 11 aprile - Giovanni Venturini, militare e partigiano italiano (n. 1916)
- 12 aprile - Enrico Bertani, partigiano italiano (n. 1919)
- 12 aprile - Ermanno Gindoli, ufficiale e partigiano italiano (n. 1919)
- 12 aprile - Pietro Maset, militare e partigiano italiano (n. 1911)
- 12 aprile - Vilém Mathesius, linguista ceco (n. 1882)
- 12 aprile - Alfred Picard, calciatore tedesco (n. 1913)
- 12 aprile - Peter Raabe, compositore e direttore d'orchestra tedesco (n. 1872)
- 12 aprile - Domenico Rivalta, partigiano italiano (n. 1910)
- 12 aprile - Franklin Delano Roosevelt, politico statunitense (n. 1882)
- 12 aprile - Guido Segre, imprenditore e funzionario italiano (n. 1881)
- 12 aprile - Kārlis Upenieks, calciatore lettone (n. 1914)
- 12 aprile - Benvenuto Volpato, partigiano e antifascista italiano (n. 1920)
- 13 aprile - Ernst Cassirer, filosofo tedesco (n. 1874)
- 13 aprile - Vincenzo Giovanni Giusto, magistrato e partigiano italiano (n. 1916)
- 13 aprile - Giuseppe Grigoletto e Savino Pasqualato, partigiano italiano (n. 1913)
- 13 aprile - Karl Grobben, biologo e zoologo austriaco (n. 1854)
- 13 aprile - Aleksandr Anatol'evič Kosmodem'janskij, militare sovietico (n. 1925)
- 13 aprile - Carl Moll, pittore e incisore austriaco (n. 1861)
- 13 aprile - Filippo Palieri, poliziotto italiano (n. 1911)
- 13 aprile - Emanuele Vittorio Parodi, armatore e imprenditore italiano (n. 1862)
- 13 aprile - Mario Piana, partigiano italiano (n. 1925)
- 13 aprile - Rolando Rivi, italiano (n. 1931)
- 14 aprile - Marco Elter, regista e sceneggiatore italiano (n. 1894)
- 14 aprile - Arthur Robert Hinks, astronomo e geografo britannico (n. 1873)
- 14 aprile - Jean Maurice Paul Jules de Noailles, partigiano francese (n. 1893)
- 14 aprile - Maurice Sachs, scrittore francese (n. 1906)
- 14 aprile - Terenzio Tocci, politico albanese (n. 1880)
- 14 aprile - Albert Vögler, imprenditore e politico tedesco (n. 1877)
- 14 aprile - Takashi Yokoyama, nuotatore giapponese (n. 1913)
- 15 aprile - Günther Burstyn, militare austro-ungarico (n. 1879)
- 15 aprile - Curt Joël, giurista e funzionario tedesco (n. 1865)
- 15 aprile - Herta Mohr, egittologa e traduttrice austriaca (n. 1914)
- 15 aprile - Joannes Cassianus Pompe, patologo olandese (n. 1901)
- 15 aprile - Margaretha Rothe, antifascista tedesca (n. 1919)
- 15 aprile - Luciano Tondelli, partigiano italiano (n. 1926)
- 16 aprile - Lewis Rickinson, esploratore, ingegnere e militare britannico (n. 1883)
- 17 aprile - Alfredo Calzolari, partigiano italiano (n. 1897)
- 17 aprile - Leone Efrati, pugile italiano (n. 1915)
- 17 aprile - Klaus Junge, scacchista tedesco (n. 1924)
- 17 aprile - Ion Pillat, poeta rumeno (n. 1891)
- 17 aprile - Hannie Schaft, partigiana olandese (n. 1920)
- 17 aprile - Guglielmo di Wied, principe, militare e politico tedesco (n. 1876)
- 18 aprile - Kurt von der Chevallerie, generale tedesco (n. 1891)
- 18 aprile - Ettore Del Tetto, generale italiano (n. 1889)
- 18 aprile - John Ambrose Fleming, inventore e ingegnere britannico (n. 1849)
- 18 aprile - Hans Källner, generale tedesco (n. 1898)
- 18 aprile - Ernie Pyle, giornalista statunitense (n. 1900)
- 18 aprile - Alceo Speranza, avvocato, politico e giornalista italiano (n. 1878)
- 19 aprile - Otello Bonvicini, partigiano italiano (n. 1914)
- 19 aprile - Charles Delestraint, generale e partigiano francese (n. 1879)
- 19 aprile - Lorenzo Gennari, militare italiano (n. 1921)
- 19 aprile - Giuseppe Gheda, partigiano italiano (n. 1925)
- 19 aprile - Aurelio Morandi, aviatore italiano (n. 1921)
- 19 aprile - Carlo Reddi, partigiano italiano (n. 1922)
- 19 aprile - Walter Sorkale, calciatore tedesco (n. 1890)
- 19 aprile - Wolfgang Strobel, calciatore tedesco (n. 1896)
- 19 aprile - Sosaku Suzuki, generale giapponese (n. 1891)
- 20 aprile - Giuseppe Bentivogli, politico, sindacalista e partigiano italiano (n. 1885)
- 20 aprile - Amelio De Juliis, partigiano e militare italiano (n. 1926)
- 20 aprile - Sergio De Simone, italiano (n. 1937)
- 20 aprile - Viktors Eglītis, poeta lettone (n. 1877)
- 20 aprile - Joachim von Kortzfleisch, generale tedesco (n. 1890)
- 20 aprile - Herbert Lange, militare tedesco (n. 1909)
- 20 aprile - Max Meyerhof, medico e orientalista tedesco (n. 1874)
- 20 aprile - Johannes Sobotta, anatomista tedesco (n. 1869)
- 20 aprile - Hans Steinhoff, sceneggiatore e regista cinematografico tedesco (n. 1882)
- 20 aprile - Paul Thümmel, militare e agente segreto tedesco (n. 1902)
- 20 aprile - Otto Wolf, ceco (n. 1927)
- 21 aprile - Cosimo Bertacchi, geografo italiano (n. 1854)
- 21 aprile - Georg Brandt, generale tedesco (n. 1876)
- 21 aprile - Giancarlo Brugnolotti, partigiano italiano (n. 1921)
- 21 aprile - Giorgio Guglielmi, imprenditore, politico e dirigente sportivo italiano (n. 1879)
- 21 aprile - Walter Model, generale tedesco (n. 1891)
- 21 aprile - Luigi Sbaiz, militare italiano (n. 1918)
- 21 aprile - Sante Vincenzi, partigiano italiano (n. 1895)
- 22 aprile - Leandro Arpinati, politico italiano (n. 1892)
- 22 aprile - Franco Bagna, militare italiano (n. 1921)
- 22 aprile - Carlo Calisse, giurista e politico italiano (n. 1859)
- 22 aprile - Wilhelm Cauer, matematico e fisico tedesco (n. 1900)
- 22 aprile - Franco Cetrelli, partigiano italiano (n. 1930)
- 22 aprile - Ugo Veniero D'Annunzio, ingegnere e imprenditore italiano (n. 1887)
- 22 aprile - Robert Elmer Horton, idrologo statunitense (n. 1875)
- 22 aprile - Käthe Kollwitz, scultrice e pittrice tedesca (n. 1867)
- 22 aprile - Amalia Lydia Lalli, partigiana italiana (n. 1922)
- 22 aprile - Dimitrije Ljotić, politico serbo (n. 1891)
- 22 aprile - Torquato Nanni, politico e scrittore italiano (n. 1888)
- 22 aprile - Giuseppe Pagano, architetto e fotografo italiano (n. 1896)
- 22 aprile - Hellmuth Pfeifer, generale tedesco (n. 1894)
- 23 aprile - Albrecht Haushofer, drammaturgo e geografo tedesco (n. 1903)
- 24 aprile - Bruno Antonelli, militare e partigiano italiano (n. 1925)
- 24 aprile - Albrecht von Bernstorff, politico tedesco (n. 1890)
- 24 aprile - Ernesto De Fiori, scultore, pittore e architetto italiano (n. 1884)
- 24 aprile - Anton Erkelenz, politico tedesco (n. 1878)
- 24 aprile - Gina Galeotti Bianchi, partigiana italiana (n. 1913)
- 24 aprile - Ernst-Robert Grawitz, medico, generale e criminale di guerra tedesco (n. 1899)
- 24 aprile - Giacomo Grazioli, imprenditore italiano
- 24 aprile - Walter Jost, generale e scrittore tedesco (n. 1896)
- 24 aprile - Anton de Kom, surinamese (n. 1898)
- 24 aprile - Raffaele Pieragostini, partigiano e operaio italiano (n. 1899)
- 24 aprile - Cesare Riboldi, partigiano italiano (n. 1924)
- 24 aprile - Cesare Rossi, generale italiano (n. 1892)
- 24 aprile - Carmelo Salanitro, antifascista italiano (n. 1894)
- 24 aprile - Ernesto Savio, partigiano italiano (n. 1899)
- 24 aprile - Rurik Spolidoro, partigiano italiano (n. 1923)
- 24 aprile - Per Sørensen, militare danese (n. 1913)
- 24 aprile - Luciano Tavilla, partigiano italiano (n. 1925)
- 24 aprile - Alfredo Violante, giornalista e antifascista italiano (n. 1888)
- 25 aprile - Humbert Achamer-Pifrader, giurista, militare e agente segreto austriaco (n. 1900)
- 25 aprile - Francesco Amilcare Dupanloup, generale italiano (n. 1887)
- 25 aprile - Miotero Geninetti, partigiano italiano (n. 1904)
- 25 aprile - Walter Groß, medico, politico e scrittore tedesco (n. 1904)
- 25 aprile - Artur Görlitzer, politico tedesco (n. 1893)
- 25 aprile - Raymond L. Knight, militare e aviatore statunitense (n. 1922)
- 25 aprile - Jacopo Lombardini, insegnante e predicatore italiano (n. 1892)
- 25 aprile - Rašel' Markovna Mil'man-Krimer, regista cinematografico sovietico (n. 1897)
- 25 aprile - Dolfino Ortolan, partigiano italiano (n. 1929)
- 25 aprile - Rüdiger Pipkorn, militare tedesco (n. 1909)
- 25 aprile - Cecilio Pisano, calciatore uruguaiano (n. 1917)
- 25 aprile - Maximilian Wengler, generale tedesco (n. 1890)
- 26 aprile - Franco Anselmi, partigiano italiano (n. 1915)
- 26 aprile - Albert Arnheiter, canottiere tedesco (n. 1890)
- 26 aprile - Ilio Baroni, anarchico, antifascista e partigiano italiano (n. 1902)
- 26 aprile - Charles Collignon, schermidore francese (n. 1877)
- 26 aprile - Edmondo De Amicis, presbitero italiano (n. 1885)
- 26 aprile - Luigi Mattavelli, partigiano italiano (n. 1924)
- 26 aprile - Franco Quarleri, militare e partigiano italiano (n. 1920)
- 26 aprile - Sigmund Rascher, militare e medico tedesco (n. 1909)
- 26 aprile - Vittorio Ratti, alpinista e partigiano italiano (n. 1916)
- 26 aprile - Pavlo Petrovyč Skoropads'kyj, nobile e militare ucraino (n. 1873)
- 27 aprile - Giovanni Carli, partigiano italiano (n. 1910)
- 27 aprile - Bruno Castiglioni, geografo italiano (n. 1898)
- 27 aprile - Giacomo Chilesotti, partigiano e antifascista italiano (n. 1912)
- 27 aprile - Martin Henry Dawson, microbiologo canadese (n. 1896)
- 27 aprile - Claudio Fogolin, imprenditore, ciclista e pilota automobilistico italiano (n. 1872)
- 27 aprile - Rosolino Grignani, calciatore e partigiano italiano (n. 1908)
- 27 aprile - Giovanni Preziosi, politico italiano (n. 1881)
- 27 aprile - Antonio Turconi, calciatore e partigiano italiano (n. 1921)
- 27 aprile - Ubaldo degli Uberti, ammiraglio italiano (n. 1881)
- 28 aprile - Carlo Barbero, partigiano e operaio italiano (n. 1920)
- 28 aprile - Francesco Maria Barracu, politico e militare italiano (n. 1895)
- 28 aprile - Augusto Bazzino, partigiano italiano (n. 1917)
- 28 aprile - Cristoforo Bendazzi, partigiano italiano (n. 1924)
- 28 aprile - Nicola Bombacci, politico e rivoluzionario italiano (n. 1879)
- 28 aprile - Pietro Calistri, militare italiano (n. 1914)
- 28 aprile - Gaetano Collotti, poliziotto italiano (n. 1917)
- 28 aprile - Francesco Colombo, militare e poliziotto italiano (n. 1899)
- 28 aprile - Goffredo Coppola, filologo classico, saggista e politico italiano (n. 1898)
- 28 aprile - Ernesto Daquanno, giornalista italiano (n. 1897)
- 28 aprile - Roberto Farinacci, politico, giornalista e generale italiano (n. 1892)
- 28 aprile - Hermann Fegelein, generale tedesco (n. 1906)
- 28 aprile - Luigi Gatti, prefetto italiano (n. 1913)
- 28 aprile - Ugo Gobbato, ingegnere e dirigente d'azienda italiano (n. 1888)
- 28 aprile - Agha Hashar Kashmiri, poeta e drammaturgo pakistano (n. 1879)
- 28 aprile - Kurt Knispel, militare tedesco (n. 1921)
- 28 aprile - Harry Liedtke, attore tedesco (n. 1882)
- 28 aprile - Augusto Liverani, politico italiano (n. 1895)
- 28 aprile - Ferdinando Mezzasoma, politico e giornalista italiano (n. 1907)
- 28 aprile - Benito Mussolini, politico e giornalista italiano (n. 1883)
- 28 aprile - Mario Nudi, militare e poliziotto italiano (n. 1912)
- 28 aprile - Marcello Paglia, partigiano italiano (n. 1927)
- 28 aprile - Alessandro Pavolini, politico e giornalista italiano (n. 1903)
- 28 aprile - Clara Petacci, italiana (n. 1912)
- 28 aprile - Marcello Petacci, chirurgo italiano (n. 1910)
- 28 aprile - Paolo Porta, avvocato e funzionario italiano (n. 1901)
- 28 aprile - Ruggero Romano, politico italiano (n. 1895)
- 28 aprile - Enzo Savorgnan di Brazzà, prefetto, militare e politico italiano (n. 1910)
- 28 aprile - Julian Scherner, generale tedesco (n. 1895)
- 28 aprile - Rudolf Sieckenius, generale tedesco (n. 1896)
- 28 aprile - Christa Tordy, attrice tedesca (n. 1904)
- 28 aprile - Idreno Utimperghe, sindacalista, attivista e militare italiano (n. 1901)
- 28 aprile - Paolo Zerbino, politico e prefetto italiano (n. 1905)
- 29 aprile - Giuseppe Bazzeghin, calciatore italiano (n. 1897)
- 29 aprile - Carlo Borsani, militare, giornalista e poeta italiano (n. 1917)
- 29 aprile - Hans Brausewetter, attore tedesco (n. 1899)
- 29 aprile - Tullio Calcagno, presbitero e giornalista italiano (n. 1899)
- 29 aprile - Giuseppe Cianino, militare italiano (n. 1909)
- 29 aprile - Luciano Dal Cero, partigiano italiano (n. 1915)
- 29 aprile - Giuseppe De Monte, militare e partigiano italiano (n. 1923)
- 29 aprile - Harald Dohrn, tedesco (n. 1885)
- 29 aprile - Matthias Kleinheisterkamp, generale tedesco (n. 1893)
- 29 aprile - Malcolm McGregor, attore statunitense (n. 1892)
- 29 aprile - George Sidney, attore ungherese (n. 1877)
- 29 aprile - Giuseppe Solaro, politico e militare italiano (n. 1914)
- 29 aprile - Achille Starace, generale, politico e dirigente sportivo italiano (n. 1889)
- 29 aprile - Adriano Visconti, ufficiale italiano (n. 1915)
- 29 aprile - Primo Visentin, partigiano italiano (n. 1913)
- 29 aprile - Heinrich Wicker, militare tedesco (n. 1921)
- 30 aprile - Dario Antonelli, militare italiano (n. 1911)
- 30 aprile - Eva Braun, fotografa tedesca (n. 1912)
- 30 aprile - William Darby, generale statunitense (n. 1911)
- 30 aprile - Luisa Ferida, attrice italiana (n. 1914)
- 30 aprile - Mendel Grossman, fotografo polacco (n. 1913)
- 30 aprile - Olivier Guinet, partigiano francese (n. 1920)
- 30 aprile - Adolf Hitler, politico austriaco (n. 1889)
- 30 aprile - Friedrich Kayßler, attore tedesco (n. 1874)
- 30 aprile - Otto Martwig, calciatore tedesco (n. 1903)
- 30 aprile - David Randall-MacIver, archeologo e egittologo inglese (n. 1873)
- 30 aprile - Renzo Suriani, operaio italiano (n. 1923)
- 30 aprile - Osvaldo Valenti, attore e militare italiano (n. 1906)
- 30 aprile - Alessandro Zannini, partigiano italiano (n. 1924)